# Hugues Granier
Hugues Granier (né avant ou en 1139 – mort entre 1168 et 1174), était le seigneur de Césarée de 1149~54 jusqu'à sa mort. Il était le fils cadet de Gautier Granier et de son épouse, Julienne. Son frère aîné, Eustache (II), était atteint de la lèpre et ne put donc hériter de la seigneurie.
La date du décès de son père et de l'accession au pouvoir de Hugues est inconnue. La dernière mention de Gautier date de 1149, et une charte royale atteste le titre de Hugues en 1154, donnant une fourchette de 5 ans pour la datation de l'événement. Contrairement à son père, Hugues entretint des liens étroits avec les rois de Jérusalem. Il accorda, comme le fit Gautier, de nombreuses concessions à l'ordre de Saint-Jean de Jérusalem.

## Chef de guerre
Hugues était un familier de la cour sous les règnes de Baudouin III (1143–62), Mélisende (régente de 1143 à 1152) et Amaury Ier (1162–74): il signa comme témoin neuf actes des deux rois, et un acte de Mélisende. Hugues fut également témoin de plusieurs chartes établies par des seigneurs du royaume: une d'Amaury Ier en 1155, alors qu'il n'était encore que comte de Jaffa; une d'Hugues d'Ibelin la même année; et une autre de Gautier de Saint-Omer, prince consort de Galilée et de Tibériade, en 1168.
Hugues participa à deux expéditions militaires majeures de la cour de Jérusalem: le siège de Blahasent, près de Sidon, and l'invasion de l'Égypte par Amaury Ier. Selon Guillaume de Tyr, il était "un jeune homme d'une sagesse et d'une discrétion admirable pour son âge" lorsqu'Amaury l'envoya négocier avec les Égyptiens en 1167. À la cour du calife Fatimide Al-Adid, Hugues demanda de serrer les mains nues du monarque afin de ratifier le traité, une requête qui choqua les courtisans égyptiens. La description faite par Guillaume de Tyr du palais califal au Caire est basée sur la description faite par Hugues,.
Lors de la guerre contre Nur ad-Din, Hugues fut capturé à la bataille d'Al-Babein par les troupes de Saladin, après que ses hommes aient fui sans lui. Quand Nur ad-Din fit des propositions de paix, son général Shirkuh, demanda que Hugues, qu'il décrivit comme "un prince de haut rang et de grande influence parmi les siens", serve d'intermédiaire, mais celui-ci refusa —"de peur qu'on ne le dise plus intéressé à obtenir sa propre liberté que d'œuvrer pour le bien commun". Ce n'est que lorsqu'un accord fut signé que Hugues fut libéré. Bien que les sources sont exclusivement de Guillaume de Tyr, il semble bien que Hugues aient eu une grande estime de la part des princes musulmans.

## Donations aux ordres religieux
En 1154, Hugues céda une terre à Qaqun aux Hospitaliers. En 1163 il leur accorda Zafaria et Al-Bireh en échange d'Altafia, une terre qui leur avait été donnée auparavant par son grand-père, Eustache. En 1166, il leur vendit le casale de Hadedun pour 2000 besants. Il leur fit également don d'une colline côtière, appelée Turrim Salinarum (le tour de sel), cession confirmée ensuite par son fils.
En 1160, Hugues renonça aux revenues des terres dépendant de l'église de Sainte-Marie-Latine, pour le salut des âmes de son père et de son grand-père, qui y étaient enterrés. Cette même année il donna une maison et des terres à l'ordre de Saint-Lazare, au sein duquel son frère Eustache (II) était moine. En 1166, Hugues vendit des terres situées à Feissa (Khirbat al-Dafīs) et confirma des dons faits par son père et son grand-père à l'ordre canonial régulier du Saint-Sépulcre pour 400 besants.

## Famille
Hugues épousa Isabelle, fille de Johann von Gothman, mentionnée à ses côtés dans cinq chartes. Elle lui donna deux fils et une fille : Guy, Gautier et Julienne qui lui succèderont chacun à leur tour à la tête de la seigneurie de Césarée. En 1161, Hugues approuva une vente réalisée par son beau-père. Après la mort d'Hugues, sa veuve se remaria avec Baudouin d'Ibelin.
Hugues est décédé entre mai 1168, date à laquelle il fut témoin d'une charte royale signée à Saint-Jean d'Acre, et juillet 1174, date à laquelle une charte est signée par son fils en tant que seigneur de Césarée.